# 長浜市立高月小学校
長浜市立高月小学校（ながはましりつ たかつきしょうがっこう）は、滋賀県長浜市高月町高月にある公立小学校。
ヤンマーの創業者・山岡孫吉の出身校であることから、度々図書等の寄贈を受けており、校内には山岡の顕彰碑がある。

## 沿革
- 1873年12月15日 - 高月の大円寺本堂を借用し、篤潤学校が開校。
- 1877年11月 - 高月村藤町に、篤潤学校の2階建新校舎が落成。
- 1886年11月 - 篤潤学校ほか周囲の心洗学校と宇根学校を廃し、尋常科高月小学校を設置。
- 1893年7月1日 - 伊香郡南富永村・古保利村が学校組合を結成したのに伴い、尋常科高月小学校を廃して南富永村古保利村学校組合立高月尋常小学校とする。
- 1901年3月 - 南富永村古保利村学校組合が解散したのに伴い、南富永村立高月尋常小学校に改称。。閉校となった阿閉尋常小学校の内、東阿閉の学童を編入。
- 1901年4月 - 高等科を併設し、南富永村立高月尋常高等小学校に改称。
- 1941年4月1日 - 南富永村立高月国民学校に改称。
- 1944年 - 滝川国民学校（現・大阪市立滝川小学校）からの学童疎開を受け入れる。
- 1947年4月1日 - 南富永村立南富永小学校と改称。
- 1954年12月1日 - 伊香郡南富永村が同郡2村と合併、町制施行したのに伴い、高月町立高月小学校に改称。
- 1959年9月21日 - 体育館が落成。現在の校歌を制定。
- 1993年3月14日 - 現在地に新校舎が落成、移転。
- 2010年1月1日 - 高月町が長浜市に編入されたのに伴い、長浜市立高月小学校と改称。

## 通学区域
卒業生は基本的に長浜市立高月中学校へ進学する。

## 周辺
- 長浜市高月支所
- 長浜市立高月中学校
- 高月郵便局

## 著名な出身者
- 山岡孫吉 ヤンマー創業者
- 村井謙一 メキシコ移住の貿易商
- 橋本和 サッカー選手（元柏レイソル）

## アクセス
- JR北陸本線 高月駅から西へ400m
- 湖国バス 渡岸寺にて下車
- 国道8号・滋賀県道547号西柳野高月線沿い